# Санта Марија Оливето (Изернија)
Санта Марија Оливето је насеље у Италији у округу Изернија, региону Молизе.
Према процени из 2011. у насељу је живело 240 становника. Насеље се налази на надморској висини од 377 м.